# Shelbyville (Simpsons)
Shelbyville är en fiktiv stad som ligger 54,7 km från Springfield. Invånarna i de två städerna tävlar alltid mot varandra. Staden gick under världskrigen under namnet "Morganville".
Omgivningen i Shelbyville är mycket lik Springfields, bland annat heter den lokala baren Joe's, i Springfield heter den Moe's. Shelbyville har gula brandposter och ett Zoo med tigrar, giraffer och apor.
Skillnader ligger i att staden Shelbyvilles invånare verkar vara intelligentare, rikare och mer intresserade av kultur än invånarna i Springfield. De säger sig vara uppfinnare till knappgylfen. Shelbyvilles lag i amerikansk fotboll heter Shelbyville Sharks.
Staden grundades av Shelbyville Manhattan 1796. Han och Jebidiah Springfield, Springfields grundare, tänkte bilda en stad där de skulle ha religionsfrihet, odlingar och rättvisa. En konflikt uppstod så att Manhattan och Springfield blev ovänner, eftersom Manhattan ville att man skulle få gifta sig med sina kusiner. Sedan dess har städerna varit ärkefiender. I staden odlar man mycket kålrötter, medan Springfields citronträd är bannlyst i staden. Invånarantalet i Shelbyville är okänt. Deras basebollag heter "Shelbyville Shelbyvillians".